# Archibald MacLeish
Archibald MacLeish (Glencoe (Illinois), 7 de mayo de 1892 - Boston, 20 de abril de 1982) fue un poeta modernista y escritor estadounidense. Ganó en tres ocasiones el Premio Pulitzer.

## Biografía
Su padre, Andrew MacLeish, era comerciante de ropa. Su madre, Martha Hillard, era profesora universitaria. Creció en una estancia cerca del Lago Míchigan.
Asistió al Hotchkiss School, desde 1907 hasta 1911, luego estudio en la Universidad de Yale, donde obtuvo la licenciatura en Literatura inglesa y fue elegido Phi Beta Kappa y seleccionado para la sociedad Skull and Bones. Luego ingresó a la Escuela de Leyes de la Escuela de Leyes de la Universidad de Harvard. En 1916 se casó con Ada Hitchcock.
Sus estudios fueron interrumpidos por la I Guerra Mundial, en la cual sirvió primero como conductor de ambulancia y luego como capitán de artillería. Se graduó en Derecho en 1919. Impartió Leyes por un semestre para el departamento de gobierno en Harvard y trabajó brevemente como editor en The New Republic. Ejerció luego como abogado durante tres años.
En 1923 MacLeish dejó su firma de abogados y junto con su esposa se trasladó a París, donde se unió a la comunidad de literatos expatriados, que incluía a Gertrude Stein y Ernest Hemingway. Regresó a Estados Unidos en 1928.
Entre 1930 y 1938 trabajó como escritor y editor de Fortune, tiempo durante el cual llegó a ser políticamente muy activo, especialmente en la causa antifascista.
Fue gran admirador de Franklin D. Roosevelt, quien lo nombró bibliotecario jefe de la Biblioteca del Congreso de Estados Unidos en 1939. Según MacLeish, Roosevelt lo invitó a almorzar y le comunicó que quería que fuera el Bibliotecario del Congreso, cargo que mantuvo durante 5 años. Aunque tuvo la oposición de la Asociación de Bibliotecarios, debido a que su entrenamiento profesional no era como bibliotecario, su labor es recordada por haber dirigido la modernización de la Biblioteca.
Durante la II Guerra Mundial MacLeish también sirvió como director de la Oficina de Hechos y Figuras del Departamento de Guerra y asistente del director de la Oficina de Información de Guerra. Este trabajo lo vinculó fuertemente con la propaganda, para la cual demostró su talento y aportó las habilidades que le dejó su vinculación a la política en los años anteriores.
Laboró varios años como asistente para asuntos culturales del Secretario de Estado y representó a Estados Unidos en la fundación de la Unesco, después de lo cual se retiró del servicio público para retornar a la academia.
A pesar de haber criticado al marxismo, en la posguerra MacLeish estuvo bajo el fuego de los políticos conservadores, como J. Edgar Hoover y Joseph McCarthy, debido a su activismo en las organizaciones antifascistas y a que fue miembro de la Liga de Escritores Americanos y amigo de prominentes escritores de izquierda.
En 1949 MacLeish llegó a ser el Boylston Profesor de Retórica y Oratoria en Harvard, cargo que mantuvo hasta su jubilación en 1962. En 1959 su obra J.B. ganó el Premio Pulitzer de Teatro.
Entre 1963 y 1967 fue Conferencista John Woodruff Simpson en Amherst College. En 1969 se conoció con Bob Dylan, quien narra este encuentro en Chronicles, Vol. 1.
A Archibald MacLeish está dedicado "Exilio" (1944) del Premio Nobel de literatura 1960 Saint-John Perse.

## Obra
MacLeish admiraba a T. S. Eliot y Ezra Pound y sus obras muestran la influencia de ellos. Sus primeras obras siguieron de cercana al Modernismo y aceptaron la concepción modernista tradicional, de un poeta aislado de la sociedad. En su más conocida obra, Ars Poetica, un verso define: Un poema no debería significar / Sino ser, tema clásico del modernismo ascético, con el que más tarde rompió, cuando participó en la vida pública y consideró que ello no sólo era apropiado sino inevitable para un poeta.

## Premios
- 1933: Premio Pulitzer de Poesía por Conquistador
- 1953: Premio Pulitzer de Poesía por Collected Poems 1917–1952
- 1953: National Book Award por Collected Poems, 1917–1952
- 1953: Premio Bollingen en Poesía
- 1959: Premio Pulitzer de Teatro por J.B.
- 1959: Premio Tony a la mejor obra por J.B.
- 1965: Oscar al mejor documental largo por The Eleanor Roosevelt Story
- 1977: Medalla Presidencial de la Libertad